# جاكي جونسون (ممثلة)
جاكي جونسون (بالإنجليزية: Jackie Johnson)‏ هي ممثلة أمريكية، ولدت في 21 نوفمبر 1984.

## وصلات خارجية
- جاكي جونسون (ممثلة) على موقع IMDb (الإنجليزية)
- جاكي جونسون (ممثلة) على موقع قاعدة بيانات الفيلم (الإنجليزية)